# Khalid Muneer
Khalid Muneer Mazeed (Doha, Catar; 24 de febrero de 1998) es un futbolista catarí. Juega de centrocampista y su equipo actual es el Al-Wakrah de la Liga de fútbol de Catar.

## Trayectoria
Formado en las inferiores del Lekhwiya SC, como sénior Muneer pasó por los clubes españoles Atlético Astorga y el Júpiter Leonés a inicios de su carrera.

## Selección nacional

#### Participaciones en Copas del Mundo
| Mundial           | Sede  | Resultado      | Partidos | Goles |
| ----------------- | ----- | -------------- | -------- | ----- |
| Copa Mundial 2022 | Catar | Fase de grupos | 0        | 0     |

#### Participaciones como juvenil
| Copa                             | Sede      | Resultado      |
| -------------------------------- | --------- | -------------- |
| Campeonato sub-19 de la AFC 2016 | Baréin    | Fase de grupos |
| Campeonato Sub-23 de la AFC 2018 | China     | Tercer lugar   |
| Juegos Asiáticos de 2018         | Indonesia | Fase de grupos |
| Campeonato Sub-23 de la AFC 2020 | Tailandia | Fase de grupos |

#### Participaciones en copas continentales
| Copa                       | Sede  | Resultado    |
| -------------------------- | ----- | ------------ |
| Copa Árabe de la FIFA 2021 | Catar | Tercer lugar |

## Clubes
| Club                 | País   | Año           |
| -------------------- | ------ | ------------- |
| Atlético Astorga     | España | 2017          |
| Júpiter Leonés       | España | 2017-2018     |
| Al-Duhail            | Catar  | 2018-2021     |
| Al-Wakrah (préstamo) | Catar  | 2019-2021     |
| Al-Wakrah            | Catar  | 2021-presente |

## Palmarés

### Títulos nacionales
| Título                              | Club      | País  | Año     |
| ----------------------------------- | --------- | ----- | ------- |
| Copa de las Estrellas de Catar      | Al-Wakrah | Catar | 2021-22 |
| Copa Príncipe de la Corona de Catar | Al-Wakrah | Catar | 2019    |